# Andréas Papandréou
Andréas Geórgios Papandréou, em grego Ανδρέας Γεώργιος Παπανδρέου, GCL (Quio, 5 de Fevereiro, 1919–Atenas, 23 de Junho, 1996) foi um político e economista grego. Serviu duas vezes como Primeiro Ministro da Grécia (de 21 de outubro de 1981 a 2 de julho de 1989 e de 13 de outubro de 1993 a 22 de janeiro de 1996).
Filho do também político Geórgios Papandréu (1888-1968) e pai do também político Geórgios Papandréu (1952), estudou num colégio norte-americano e cursou Direito na Universidade de Atenas. Durante a ditadura fascista dos Metaxas, foi preso por suposto trotskismo. Uma vez libertado, viajou para os EUA, onde obteve um doutoramento pela Universidade de Harvard. Em 1944 tornou-se cidadão norte-americano. Depois de cumprir serviço militar na Marinha dos EUA, leccionou em várias universidades.
Em 1963, ano em que o seu pai se tornou primeiro-ministro da Grécia, Andréas Papandréou prescindiu da cidadania norte-americana, regressando ao seu país de origem, sendo eleito para o Parlamento Helénico.
Em 1965, o Governo de seu pai foi derrubado. Andréas foi novamente preso, quando do golpe de Estado de 1967 ocorreu e instalou a Ditadura dos Coronéis (1967-1974). Exilou-se e voltou a leccionar, desta vez na Universidade de Estocolmo e em Toronto, ajudando ao mesmo tempo a formar a resistência ao regime militar, que cairia em 1974.
De regresso à Grécia, formou o PASOK (em grego, Πανελλήνιο Σοσιαλιστικό Κίνημα, Panellínio Sosialistikó Kínima, ΠΑ.ΣΟ.Κ, ou "Movimento Socialista Pan-helênico"), um partido de esquerda social-democrata, ligado à Internacional Socialista, que seria de grande importância para a consolidação da democracia no país. Foi eleito primeiro-ministro em 1981, desempenhando o cargo até 1993, apesar de certos escândalos políticos, financeiros e até de ordem pessoal que perturbaram os seus sucessivos mandatos. Papandreou foi o primeiro-ministro socialista da Grécia, tendo conseguido os seus votos através de uma retórica populista e antiocidental. A Fundação Andréas Papandreou surgiu neste mesmo ano com interesses na investigação social, análise política e construção da paz tendo em conta as visões do ex-primeiro-ministro grego.
A 30 de Junho de 1989 foi agraciado com a Grã-Cruz da Ordem da Liberdade de Portugal.